# Ramón Corzo Sánchez
Jorge Ramón Corzo Sánchez (Sevilla, 24 de febrero de 1951), es un historiador y arqueólogo y profesor de Historia del Arte en la Universidad de Sevilla, especializado en Arqueología fenicio-púnica en Cádiz, entre otros aspectos.

## Biografía
Jorge Ramón Corzo Sánchez es un historiador y arqueólogo, profesor de Historia del Arte en la Universidad de Sevilla, especializado entre otros aspectos en Arqueología fenicio-púnica, en Cádiz.
Estudió la licenciatura en la sección de Historia del Arte de la Facultad de Filosofía y Letras de la Universidad de Sevilla (1968-1972).
La tesis de licenciatura fue dirigida por el profesor doctor don Antonio Blanco Freijeiro sobre "El urbanismo romano en la Baetica" leída en la Universidad de Sevilla el 16 de junio de 1973 con la calificación de sobresaliente por unanimidad.
La tesis doctoral fue dirigida también por el profesor doctor don Antonio Blanco Freijeiro sobre "Estudio histórico y arqueológico de la Iglesia de San Pedro de la Nave (Zamora)" leída en la Universidad de Sevilla el 29 de septiembre de 1983 con la calificación de sobresaliente "cum laude".
Miembro por oposición del Cuerpo Facultativo de Conservadores de Museos desde octubre de 1976. Director del Museo de Zamora desde noviembre de 1976 hasta agosto de 1978. Director del Museo de Cádiz desde septiembre de 1978 hasta diciembre de 1987. Director del Conjunto Arqueológico de Itálica desde enero de 1988 hasta mayo de 1991. Director del Museo Casa de Murillo de Sevilla desde mayo de 1991 hasta febrero de 1996. Director del Museo de Cádiz desde febrero de 1996, hasta septiembre de 1996. Ha redactado el Programa de instalación museográfica del Museo de Cádiz, ejecutado entre 1983 y 1991.
Ha redactado el Programa de usos y contenidos del Museo Casa de Murillo de Sevilla.
Profesor Ayudante de la Cátedra de Arqueología, Epigrafía y Numismática de la Facultad de Filosofía y Letras de la Universidad de Sevilla durante los cursos 1972/73, 1973/74, 1974/75, 1975/76.
Profesor Ayudante de la Cátedra de Arqueología del Colegio Universitario de Filosofía y Letras de Cádiz durante el curso 1973/74.
Profesor encargado de la asignatura de Arqueología, Epigrafía y Numismática de la Facultad de Geografía e Historia de la Universidad de Cádiz durante el curso 1980/81. Profesor colaborador del seminario de Arqueología de la Universidad de Córdoba desde 1993.
Profesor asociado del Departamento de Historia del Arte de la Universidad de Sevilla desde 1994. Profesor Titular de Arte Español Antiguo en el Departamento de Historia del Arte de la Facultad de Geografía e Historia de la Universidad de Sevilla desde marzo de 1999. Donde ha impartido clases prácticas de Arqueología clásica, Arqueología, Epigrafía y Numismática, Arte Oriental y Arte Clásico.
Responsable de los siguientes proyectos en la Universidad de Sevilla: Documentación previa, dirección de los trabajos de limpieza arqueológica y realización de sondeos estratigráficos (CONAF07-001), Redacción de la documentación técnica necesaria para la adscripción de los bienes muebles del Palacio de la Condesa de Lebrija al inmueble (SI-070/04) y Grupo de Investigación HUM-702 (2000/HUM-702). Sus líneas de investigación actuales son el análisis tipológico de Cultura Material dentro de la Arqueología del Territorio y la sistematización de la documentación sobre arquitectura e iconografía en soportes digitales para la creación de bases de datos.
Miembro de la Real Academia de Bellas Artes de Santa Isabel de Hungría. Numerario de la Real Academia de Bellas Artes de Cádiz desde 1983 y Tesorero de la Corporación desde 1996. Correspondiente de la Real Academia de la Historia desde 1981. Tesorero del Instituto de Academias de Andalucía desde septiembre de 2000. Numerario de la Cátedra Municipal Adolfo de Castro de Cádiz. Vocal del Comité Nacional de la Tabula Imperii Romani del Consejo Superior de Investigaciones Científicas. Vicepresidente de la Confederación Española de Centros de Estudios Locales (CECEL) del Consejo Superior de Investigaciones Científicas (CSIC). Ha sido miembro de la Comisión Provincial del Patrimonio de Cádiz y de las Comisiones locales de Patrimonio de San Fernando y Jerez de la Frontera. Vocal de la Comisión Asesora del Patrimonio Artístico de la Archidiócesis de Sevilla.
Comenzó como arqueólogo con una colaboración en las excavaciones arqueológicas de Itálica dirigidas por D. José María Luzón Nogué desde 1969 hasta 1975 y con otra colaboración en las excavaciones arqueológicas de Tejada la Vieja (Escacena del Campo, Huelva), dirigidas por D. Antonio Blanco Freijeiro en las campañas de 1974 y 1975.
Después ha dirigido las excavaciones arqueológicas en Osuna, en Sevilla, en Zamora, y muchas en la ciudad y provincia de Cádiz, desde 1973 a 2002.
Es considerado un experto en Arqueología fenicio-púnica y en Arqueología urbana, por sus trabajos en Cádiz. Aunque ha tratado como no podía ser de otro modo la época romana, la ibérica, entre otras.

## Dirección de Excavaciones arqueológicas
- Excavaciones arqueológicas en el área de la fortaleza ibérica de Osuna en 1973.
- Excavaciones arqueológicas en la calzada romana de Corduba a Carteia en 1975.
- Excavaciones arqueológicas en la muralla republicana de Osuna en 1975.
- Excavaciones arqueológicas en la zona de la calle Abades no 28 y adyacentes de Sevilla en 1975 y 1976.
- Excavaciones arqueológicas en el teatro romano de Italica en 1975 (en codirección con José María Luzón Nogué y Manuel Bendala Galán).
- Excavaciones arqueológicas en el Conjunto Arqueológico de Itálica en 1976.
- Excavaciones arqueológicas en las puertas de las murallas romanas de Carmona (Sevilla) y zonas adyacentes en 1976.
- Excavaciones arqueológicas en solares del casco antiguo de Zamora en 1977.
- Excavaciones arqueológicas en las puertas de las murallas romanas de Carmona (Sevilla) y zonas adyacentes en 1977.
- Excavaciones arqueológicas de urgencia en la ciudad de Cádiz (Alcazaba medieval) en 1979.
- Excavaciones arqueológicas en La Algaida (Sanlúcar de Barrameda, Cádiz) en 1979.
- Prospecciones arqueológicas submarinas en la costa de Cádiz en 1979.
- Excavaciones arqueológicas en San Ambrosio de Vejer (Barbate, Cádiz) en 1979.
- Excavaciones arqueológicas de urgencia en la provincia de Cádiz y en el Cortijo de El Almendral (Medina Sidonia, Cádiz) en 1979.
- Excavaciones arqueológicas de urgencia en la ciudad de Cádiz: Necrópolis fenicia y romana de la Avda. López Pinto y calle Sta. María de la Cabeza, necrópolis fenicia y romana de la Avda. Ana de Villa, necrópolis fenicia de la calle Ruiz de Alda y playa de Santa María del Mar en 1980.
- Excavaciones arqueológicas de urgencia en la provincia de Cádiz en 1980 y en la villa romana de El Chorreadero (Jerez de la Frontera, Cádiz).
- Excavaciones arqueológicas subacuáticas de urgencia en la costa de Cádiz en 1980.
- Excavaciones arqueológicas en La Algaida (Sanlúcar de Barrameda, Cádiz) en 1980.
- Excavaciones arqueológicas en la Isla de las Palomas (Tarifa, Cádiz) en 1980.
- Excavaciones arqueológicas en la Puerta de Sevilla en Carmona en 1980.
- Excavaciones arqueológicas submarinas de urgencia en la costa de Cádiz y dragado del canal de entrada al puerto de Cádiz en 1981.
- Excavaciones arqueológicas en la factoría romana y zona del Pozo de los Caberos de La Algaida (Sanlúcar de Barrameda, Cádiz) en 1981.
- Excavaciones arqueológicas de urgencia en la provincia de Cádiz, necrópolis dolménica de Alcalá del Valle (Cádiz) y necrópolis calcolítica de El Gastor (Cádiz) en 1981.
- Excavaciones arqueológicas en la Alcazaba medieval y Teatro romano de Cádiz en 1981.
- Documentación epigráfica romana de Cádiz en 1982.
- Excavaciones de urgencia en la ciudad de Cádiz y necrópolis fenicia y romana de la calle Santa Cruz de Tenerife en 1982.
- Excavaciones arqueológicas en la Algaida (Sanlúcar de Barrameda, Cádiz) en 1982.
- Excavaciones arqueológicas de urgencia en la provincia de Cádiz en 1982.
- Excavaciones arqueológicas en el teatro romano de Cádiz en 1982.
- Excavaciones arqueológicas submarinas de urgencia en la provincia de Cádiz en 1982.
- Excavaciones arqueológicas de urgencia en la provincia de Cádiz en 1983.
- Dirección de los campos de trabajo arqueológico y etnográfico en el Parque de Doñana (Almonte, Huelva) en 1983.
- Excavaciones arqueológicas en el Arroyo de la Rocina en el Coto de Doñana (Almonte, Huelva) en 1983.
- Excavaciones arqueológicas en el Cerro del Trigo (Almonte, Huelva) en 1983.
- Excavaciones arqueológicas en La Algaida (Sanlúcar de Barrameda, Cádiz) en 1983.
- Excavaciones arqueológicas subacuáticas en La Caleta de Cádiz en 1983.
- Excavaciones de urgencia en la ciudad de Cádiz y necrópolis fenicia y romana de la calle Bellavista en 1983.
- Excavaciones arqueológicas submarinas de urgencia en la provincia de Cádiz en 1983.
- Excavaciones arqueológicas de urgencia en la ciudad de Cádiz y en la necrópolis fenicia de la Plaza de Asdrúbal en Cádiz en 1984.
- Excavaciones arqueológicas en el teatro romano de Cádiz en 1985.
- Prospecciones arqueológicas en las fortificaciones de las islas gaditanas en 1985.
- Prospecciones arqueológicas subacuáticas para la delimitación del perímetro de las islas gaditanas en 1985.
- Prospecciones arqueológicas en el Pinar de La Algaida (Sanlúcar de Barrameda, Cádiz) en 1985.
- Actuaciones arqueológicas en el mausoleo prerromano de la Plaza de Asdrúbal de Cádiz en 1985.
- Actuaciones arqueológicas en el santuario prerromano y en la factoría naval de La Algaida (Sanlúcar de Barrameda, Cádiz) en 1985.
- Actuaciones arqueológicas de documentación gráfica en las islas gaditanas, Pinar de La Algaida y teatro romano de Cádiz en 1985.
- Excavaciones arqueológicas en el teatro romano de Cádiz en 1986.
- Excavaciones arqueológicas en el teatro romano de Cádiz en 1987.
- Excavaciones arqueológicas en el teatro romano de Itálica en 1988.
- Excavaciones arqueológicas en el teatro romano de Itálica en 1989.
- Excavaciones arqueológicas en el teatro romano de Itálica en 1990.
- Excavación del solar n.º 5 de la calle Rodríguez Marín de Sevilla en 1996.
- Excavación del solar n.º 17 de la calle Cuna de Sevilla en 1997.
- Excavaciones arqueológicas en el teatro romano de Cádiz en 1997.
- Excavación del solar n.º 51 de la calle de Alfonso XII de Sevilla en 1998.
- Excavaciones arqueológicas en el teatro romano de Cádiz en 1998.
- Excavación del solar n.º 8 y 10 de la calle de Castilla de Sevilla en 1999 (codirección con Margarita Toscano San Gil).
- Excavaciones arqueológicas en el teatro romano de Cádiz en 1999 (codirección con Francisco Sibón Olano).
- Excavación del solar n.º 21 de la calle Jerónimo Hernández de Sevilla en 2000.
- Excavación del solar n.º 11 de la calle Rocío de Sevilla en 2000 (codirección con Margarita Toscano San Gil).
- Dirección del Plan General de Investigación del teatro romano de Cádiz en 2000.
- Prospección superficial de la Urbanización La Alcazaba de Valencina de la Concepción (Sevilla) en 2001.
- Excavación del inmueble n.º 73 de la calle Teodosio de Sevilla en 2002.
- Excavación del inmueble n.º 73 de la calle Teodosio de Sevilla en 2002.